# Odilia van Keulen

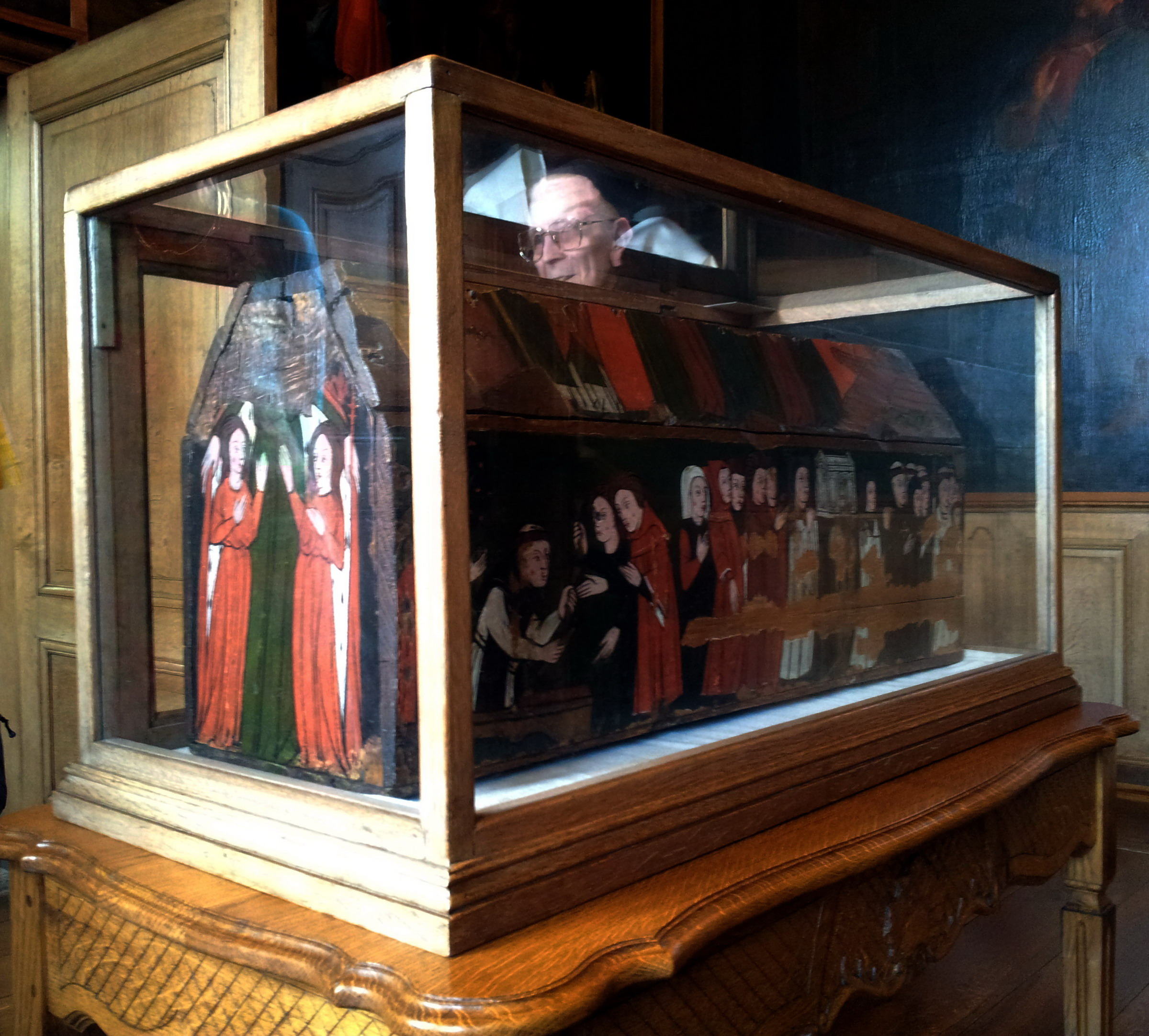
Sint-Odiliaschrijn in de abdij Mariënlof te Borgloon-Kerniel

Odilia van Keulen (ook: Odilia van Brittannië; niet te verwarren met Odilia van de Elzas) is een rooms-katholiek heilige uit de vierde of vijfde eeuw.

## De legende
De heilige Odilia van Keulen zou volgens de overlevering een van de gezellinnen van de heilige Ursula van Keulen zijn. Volgens de Translatio sanctae Odiliae (ca. 1300 geschreven door de kruisheer Hubertus Dinart) vluchtte zij met Ursula uit Brittannië (Engeland) naar Rome, samen met een tiental dienstmeisjes. Ze voeren later de Rijn af en werden in de omgeving van Keulen omstreeks 300 door de Hunnen vermoord. Volgens een nog jongere Ursula-legende gebeurde dit samen met 10.000 andere maagden.

## De relieken
Volgens het relaas van de overbrenging van de reliek van Odilia naar Hoei verscheen de heilige in een visioen aan Johannes van Eppa, een lekenbroeder van de orde der Kruisheren te Parijs. Ze verzocht hem haar gebeente over te brengen van Keulen naar het Kruisherenklooster in Hoei. De heilige wees hem nauwkeurig de plaats aan bij een inwoner van Keulen, in wiens tuin haar gebeente begraven lag. De overbrenging naar Hoei vond begin juli 1287 plaats. Odilia wordt sindsdien beschouwd als patrones van de Kruisheren.
Joannes van Eppa vond te Keulen buiten het gebeente van Odilia ook nog de stoffelijke resten van andere martelaressen (Basilia, Christina, Imma en Ida). Deze waren in drie urnen onder de grond begraven. De heilige Odilia wordt te Keulen vereerd in de Sint-Gereonkerk die dicht bij de plek ligt waar de urnen gevonden werden.

## Het reliekschrijn

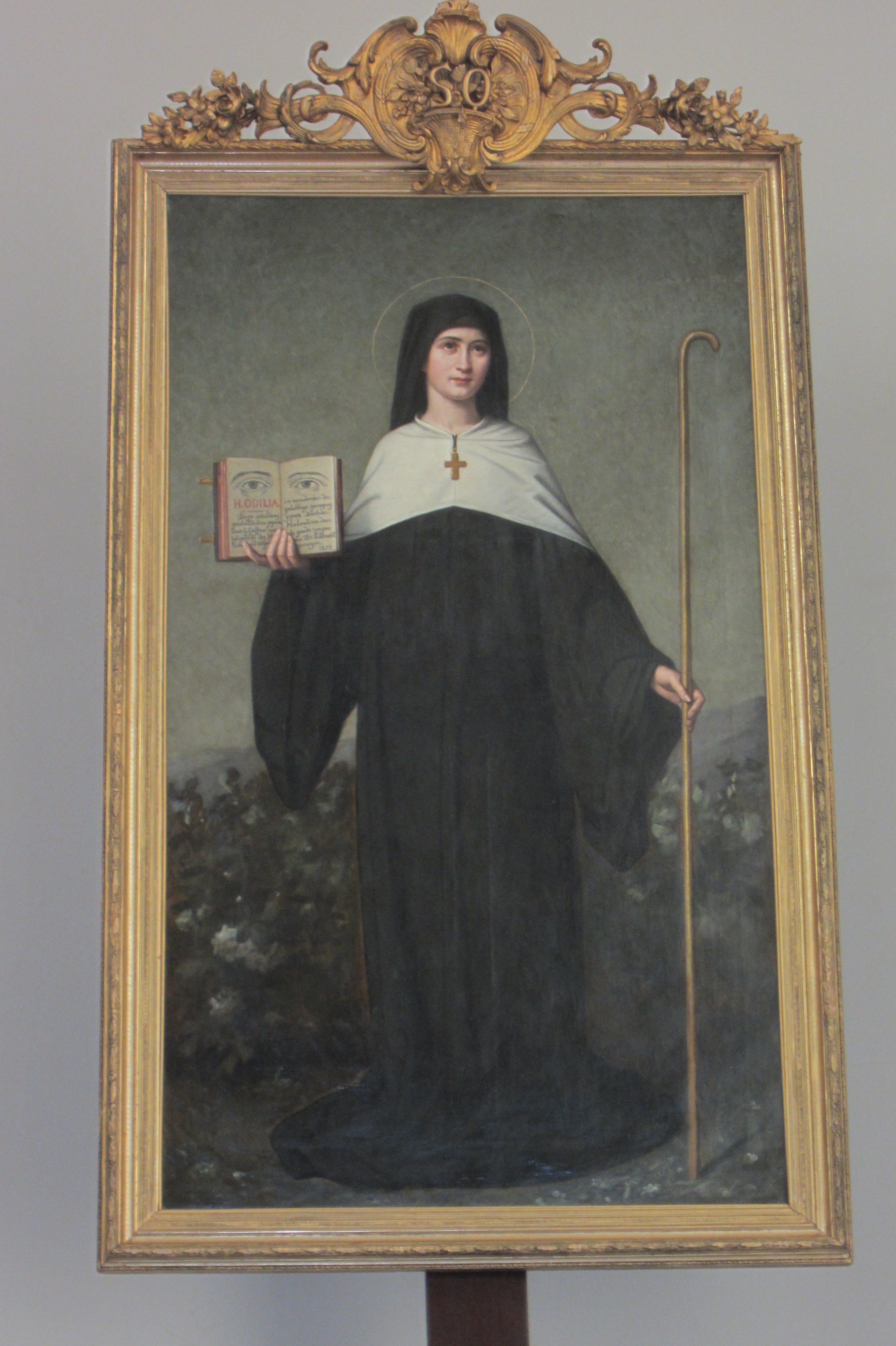
Schilderij H. Odilia van Keulen door Godfried Guffens in de O.L.Vrouw Bezoekingkerk, Godsheide

Het schrijn heeft de vorm van een middeleeuwse doodskist en wordt via een middeleeuwse oorkonde met het jaartal 1292 in verband gebracht. In de regio van Maas en Rijn was het gebruikelijk om verhalen af te beelden op de doodskist van belangrijke heiligen. Niet iedereen kon lezen en aan de hand van de schilderingen kon men toch het verhaal van Sint-Odilia kennen.

## Trivia
De attributen van Odilia zijn een banier met daarop het typische kruis van de Kruisheren, soms ook een palm (als teken dat zij martelares is) of een boek.
De feestdag van Odilia van Keulen valt op 18 juli (herinneringsdag van de translatio van Keulen naar Hoei).
Het ontginningsdorp Odiliapeel is vernoemd naar deze heilige. Ook in Baarlo wordt zij vereerd. In Godsheide verkreeg de kerk in 1855 drie  relikwieën van haar, elk jaar wordt sinds toen een processie gehouden op de eerste zondag in het octaaf van Odilia (18-25 juli). 